# アイドマッジョーレ
アイドマッジョーレ（イタリア語: Aidomaggiore）は、イタリア共和国サルデーニャ自治州オリスターノ県にある、人口約400人の基礎自治体（コムーネ）。

## 地理

### 位置・広がり

#### 隣接コムーネ
隣接するコムーネは以下の通り。括弧内のNUはヌーオロ県所属を示す。
- ボーロレ (NU)
- ドゥアルキ (NU)
- ギラルツァ
- ノルベッロ
- セーディロ
- ソッディ

## ギャラリー

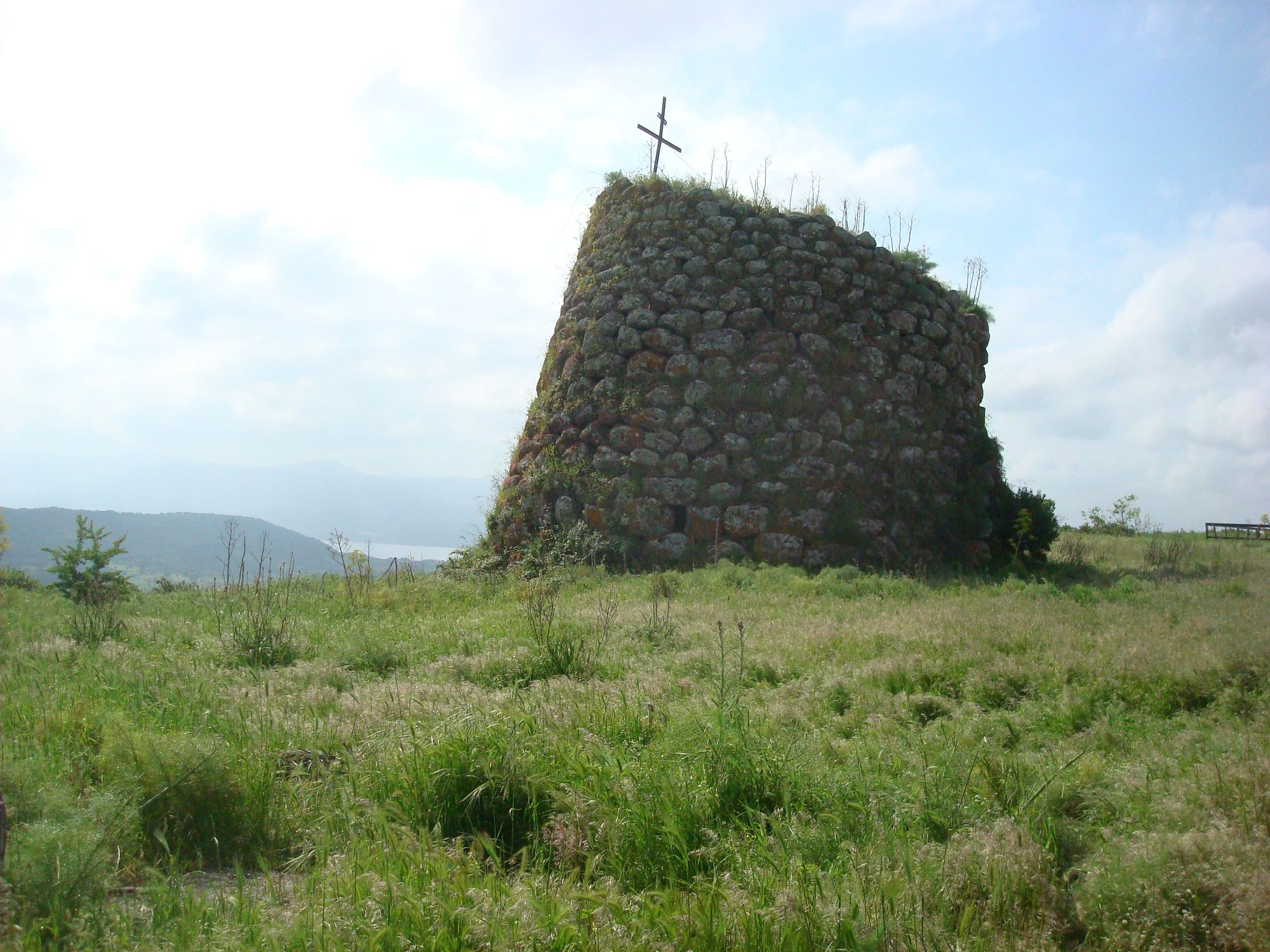
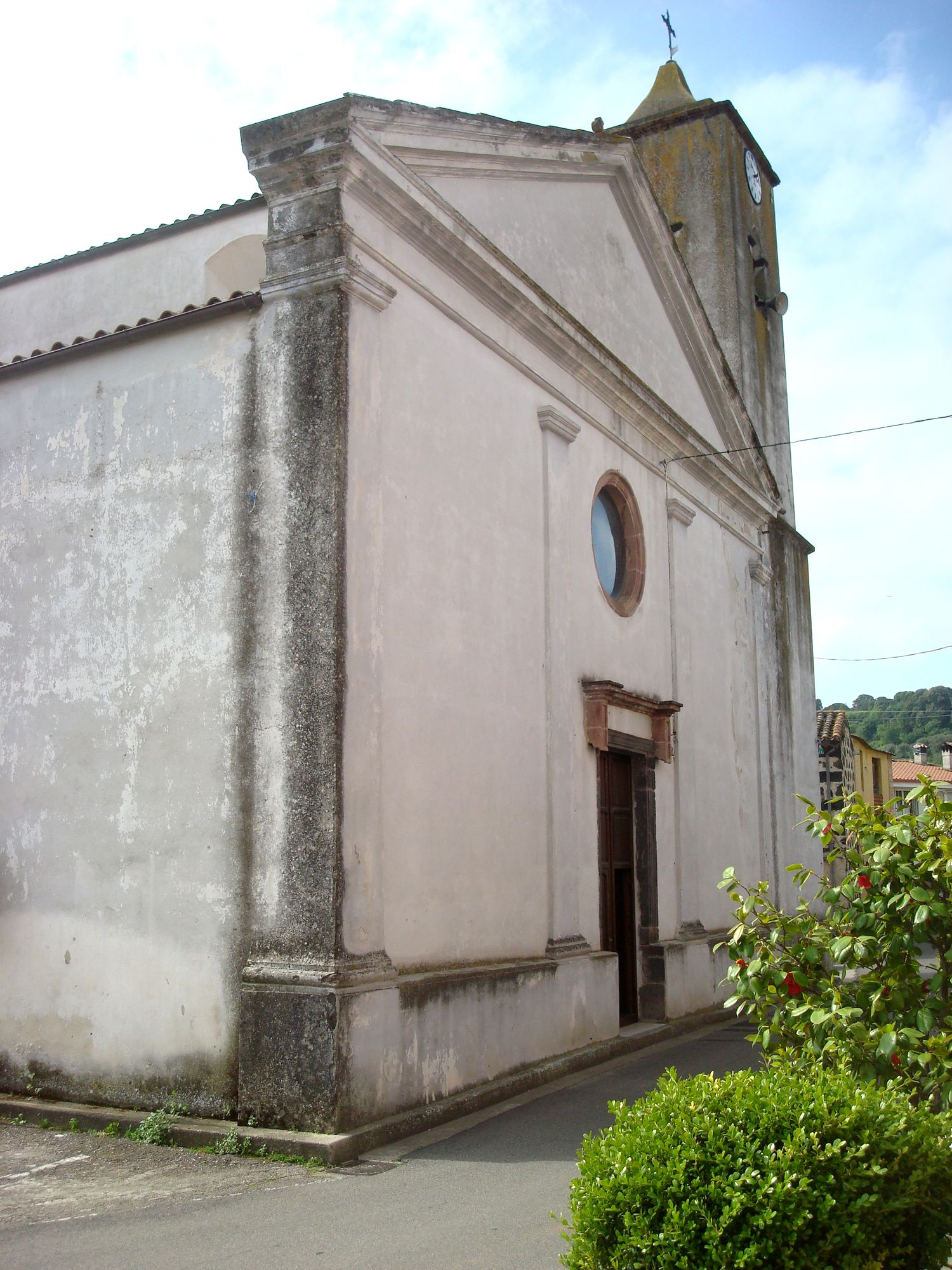
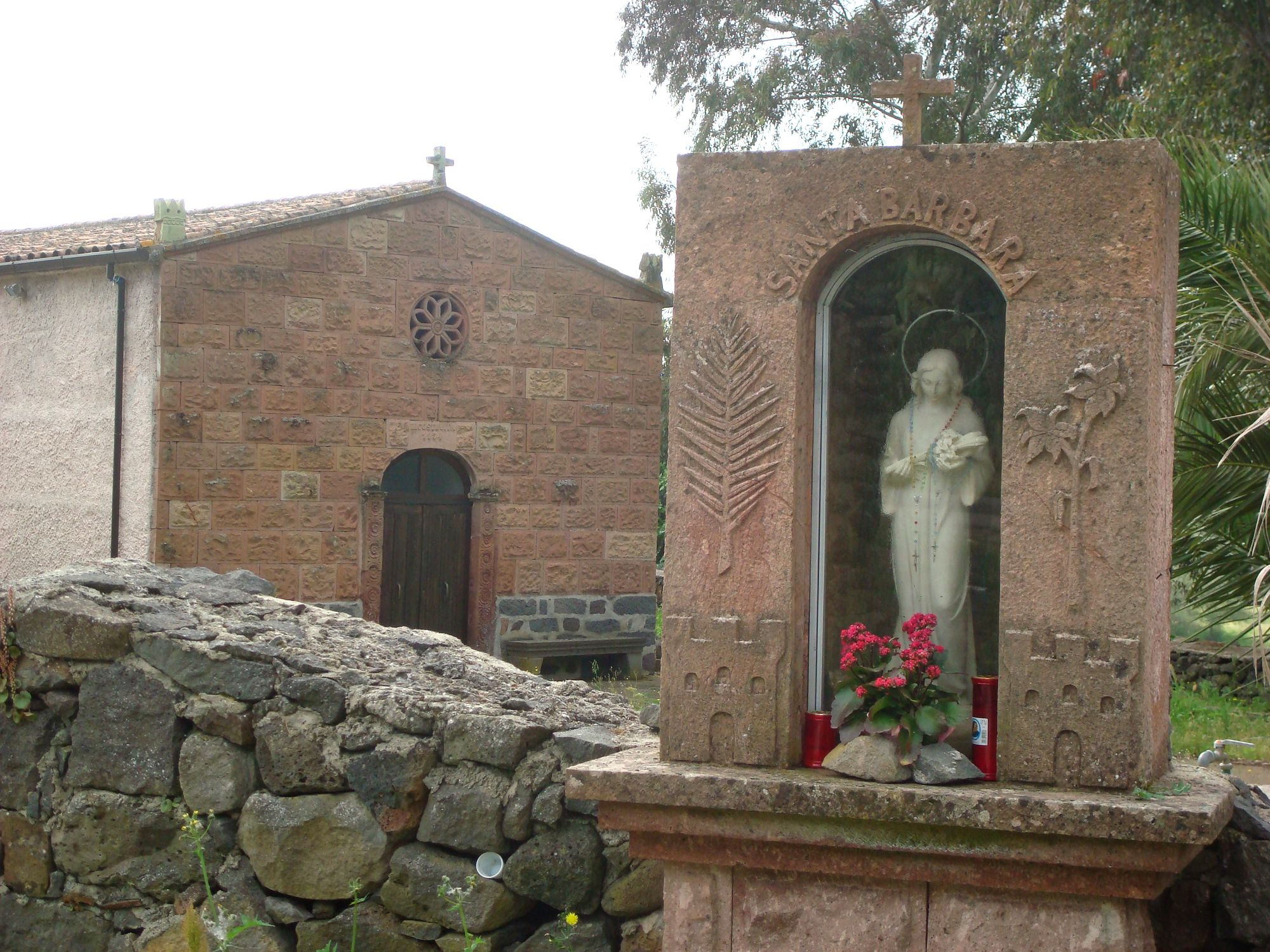
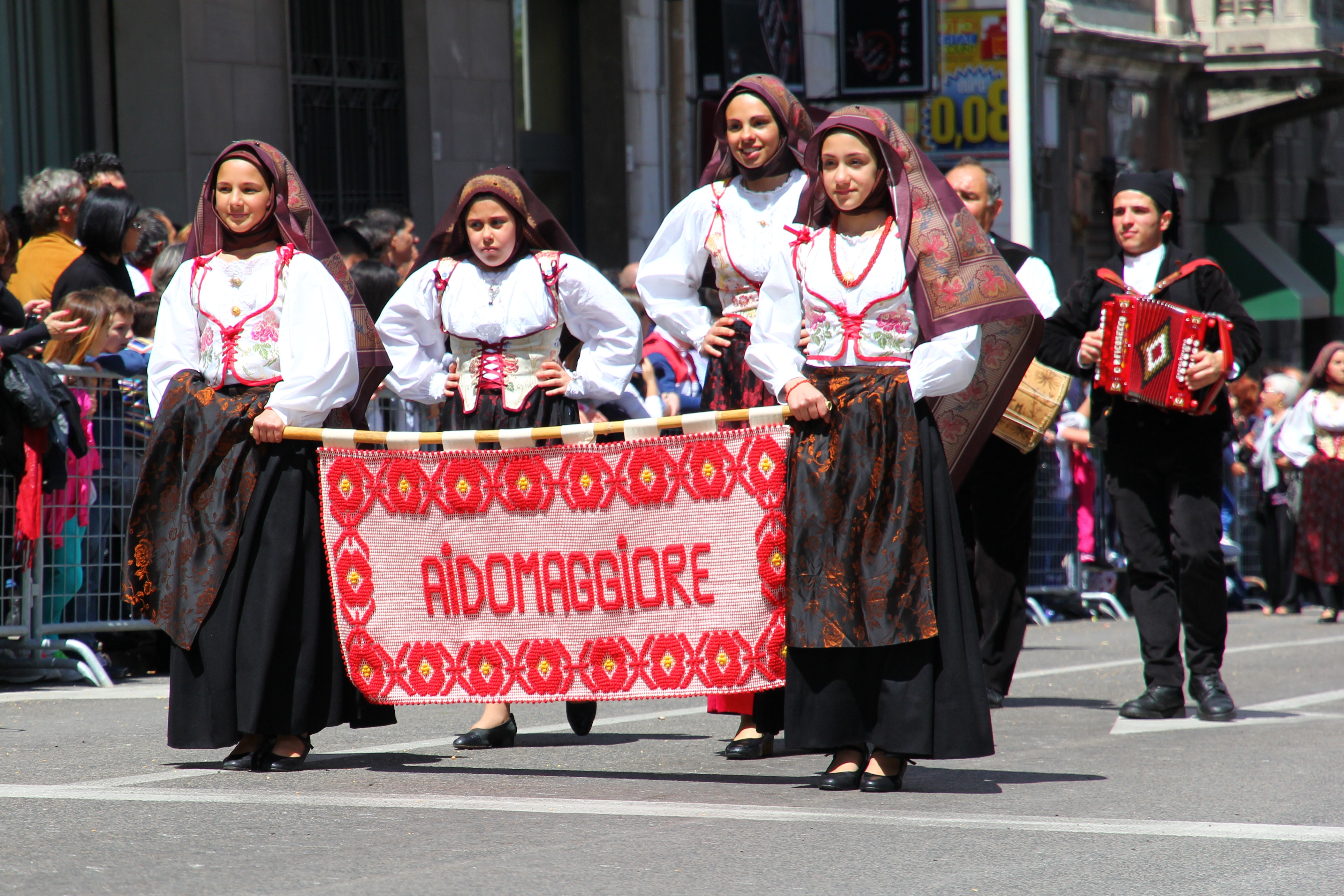